# Conseil général des Assemblées de Dieu Nigeria
Le Conseil général des Assemblées de Dieu Nigeria (anglais : General Council of the Assemblies of God Nigeria) est une association chrétienne évangélique d'églises pentecôtistes au Nigeria.  Il est affilié à l’Association mondiale des Assemblées de Dieu. Son siège est situé à Enugu.

## Histoire
Le Conseil général des Assemblées de Dieu Nigeria a ses origines dans l’église Nigerian Church of Jesus Christ et un partenariat avec les Assemblées de Dieu des États-Unis en 1934 . Le conseil a été fondé en 1964 . Selon un recensement de l’association d’églises en 2020, elle disait compter 16,000 églises et 3,6 millions membres.